# Ernst Hoffmann-Wesslander
Ernst Heinrich Friedrich Hoffman-Wesslander, född 23 februari 1867 i Lüneburg i Tyskland, död 21 augusti 1954 i Nacka församling, var en tysk-svensk orkesterledare och kompositör.
Hoffmann-Wesslander examinerades från musikkonservatoriet i Frankfurt am Main och var därefter dirigent i Warszawa och Sankt Petersburg. I slutet av 1890-talet kom han till Gävle, där han organiserade stadens kammarmusikorkester. Under flera år tillhörde han därefter Uppsala och Gävle orkesterföreningar. Han var ledare för musikkapell på Grand och Strand i Stockholm, och var under en period biografmusiker hos Svensk Filmindustri, bland annat på Sture-Teatern.
Som kompositör gjorde Hoffmann-Wesslander flera "svenska sviter" och musik till filmen Hemsöborna.